# Amers-voorde
Amers-voorde is een beeldhouwwerk aan de Varkensmarkt in de stad Amersfoort. Het wordt ook wel Zakkendrager of Baadster en Torser genoemd.

## Achtergrond
Na een herinrichting van de Varkensmarkt begin jaren tachtig deed de gemeente Amersfoort een landelijke oproep aan kunstenaars voor een kunstwerk dat de functie van het plein zou versterken en weer- en vandalismebestendig moest zijn. Er reageerden 140 belangstellenden, waaruit door een jury een selectie werd gemaakt van 14 kunstenaars. Vier van hen, Eddy Roos, Peter van de Locht, Ronald Tolman en Marius van Beek, werden vervolgens uitgekozen om een ontwerp in te dienen. In juli 1983 gunde de gemeente de opdracht aan beeldhouwer Van Beek. Hij had zich laten inspireren door de ontstaansgeschiedenis van Amersfoort als doorwaadbare plaats of voorde in de rivier de Eem (vroeger: Amer) en als centrum van handelswegen.
Zijn kunstwerk bestaat uit twee blokken wit-roze graniet, die met een gepolijste achterkant naar elkaar toestaan. Hierdoor wordt een smalle doorgang gevormd, symbool voor de rivier, die zicht geeft op de Onze-Lieve-Vrouwetoren, het geografisch middelpunt van Nederland (tot 1970 centraal punt van de Rijksdriehoekscoördinaten). Aan de buitenkant van de stenen maken zich in haut-reliëf een "sjouwende lastendrager en een vrouw die haar rokken optrekt" los. De man symboliseert de handel, de wadende vrouw de doorwaadbare plaats
Op 21 december 1984 werden de beelden op hun plaats getakeld, in aanwezigheid van onder anderen de beeldhouwer, wethouder van cultuur Albert van der Weij en wethouder voor de binnenstad Fons Asselbergs.

## Beschrijving
De beide sculpturen zijn gemaakt in Italiaans rosa sardo-graniet en ruim twee meter hoog. De brokken graniet zijn aan de zijden die naar elkaar toestaan glad gepolijst, aan de buitenzijden zijn twee figuren in reliëf gekapt. De hoogste steen toont een vrouw ten voeten uit van haar voorzijde, zij is blootsvoets en houdt met beide handen haar rok omhoog. De kleinere steen toont een stappende man van de zijkant gezien, hij draagt op zijn rug een grote zak. Op de lijn op de grond, die tussen beide stenen doorloopt, staat het opschrift: 

DIE TREKKEN DOOR HET WATER, DIE TREKKEN DOOR DE STEEN

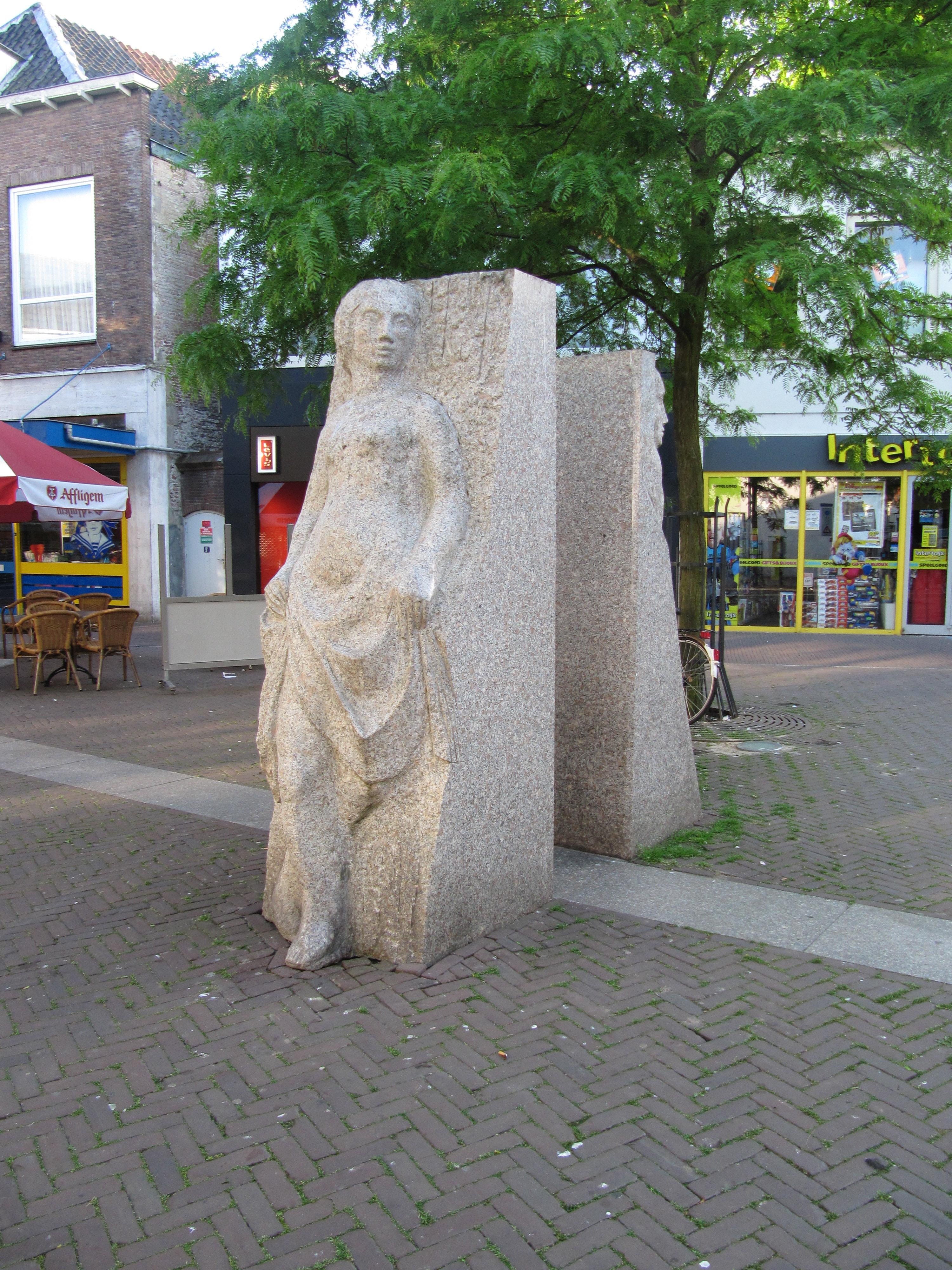
Wadende vrouw
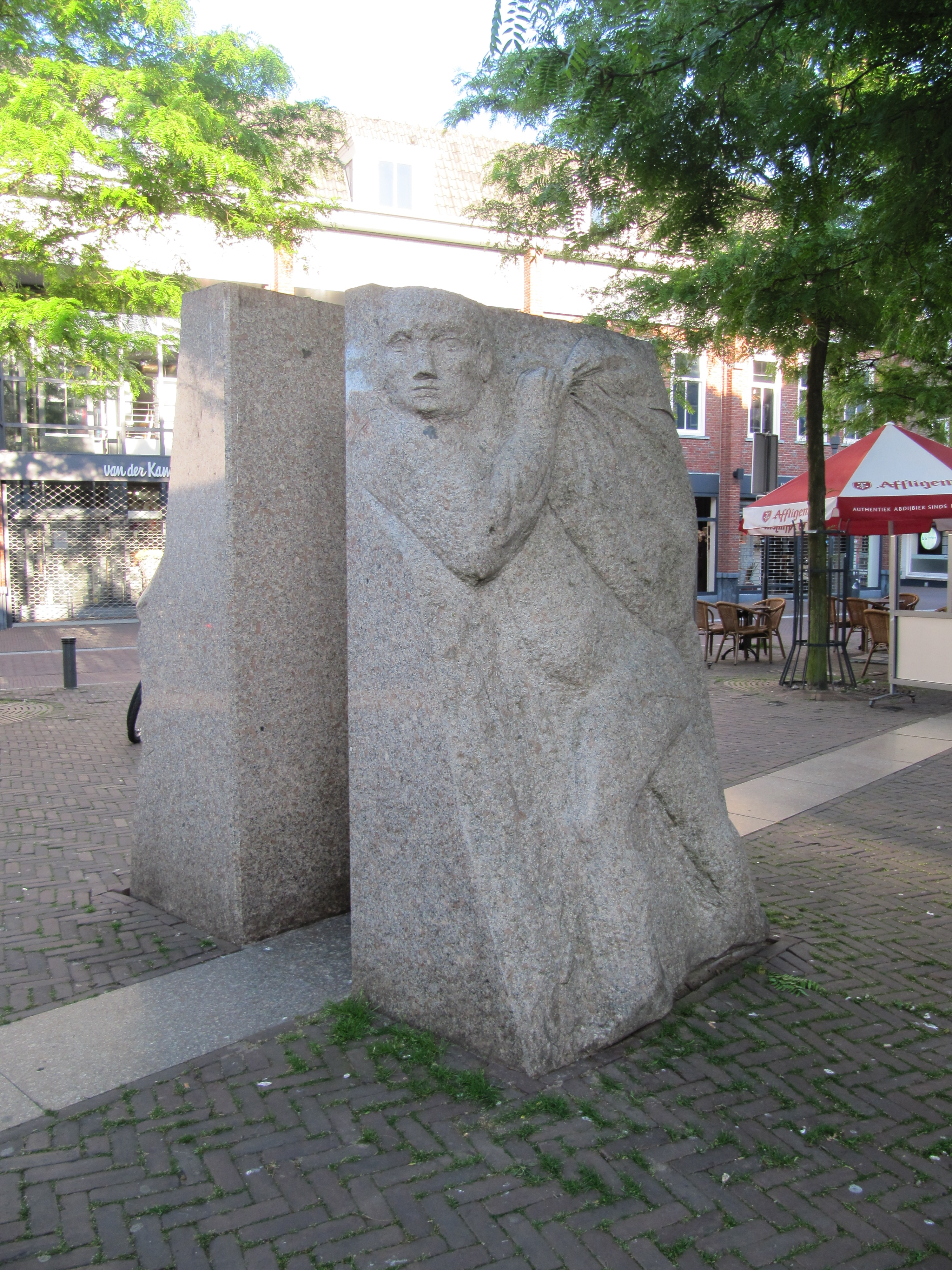
Torser